# Couvent des Dominicaines de l'Isle
Le couvent  des Dominicaines de l'Isle est un ancien établissement religieux situé à Pont-l'Évêque, en France. Il est occupé depuis 2000 par un centre culturel communal.

## Localisation
Cet ancien couvent est situé dans le département français du Calvados, place du Palais-de-Justice, à Pont-l'Évêque.

## Historique
Les bâtiments datent du XVIIe siècle.
Réhabilité et ouvert en 2000, l’ancien couvent des Dominicaines datant des XVIe et XVIIe siècles abrite désormais l’Espace Culturel de Pont-l’Évêque. Ce remarquable édifice en pans de bois accueillit des religieuses jusqu’en 1792 et fut ensuite réquisitionné pendant la Révolution Française.
En 1644, deux sœurs, Marguerite et Marie Pillon de Berthouville, toutes deux religieuses  au Royal Monastère des Emmurées de Rouen, décident de quitter leur couvent pour aller fonder une maison de même ordre où elles pourraient vivre sous une plus étroite observance de la règle de saint Dominique et accueillir des jeunes filles pour leur instruction.
Elles obtiennent l’accord de l’Évêque de Lisieux, Monseigneur de Cospéan, pour s’installer à Pont-l’Évêque, car la ville n’abrite pas de monastère de femmes. Arrivées à Pont-l’Évêque, en 1645, elles louent une petite maison rue Saint-Mélaine et sont réduites à une extrême pauvreté. Les habitants de la ville sont si édifiés par leur comportement que de nombreuses jeunes filles attirées par l’odeur de la vertu se présentent comme postulantes. La maison de Saint-Mélaine devient trop petite, elles s’installent alors dans une maison en centre-ville et en achètent les parcelles contiguës. Le couvent des Dominicaines s’étend bientôt sur une superficie de cinq hectares.
Le silence et la pauvreté étaient la règle de vie absolue dans le monastère. Les religieuses s’infligeaient une rude discipline : abstinence, jeûne, souffrances physiques. Cette vie aux Dominicaines dura un siècle et demi. En 1792, les religieuses doivent quitter les lieux, leurs biens sont réquisitionnés.
Dès le début du XIXe siècle, on démolit une grande partie des bâtiments pour édifier une nouvelle maison d’arrêt (1823), un tribunal (1828) et la gendarmerie (1843).
Au fil des siècles, l’Ancien Couvent fut habitation, justice de paix, école de musique et de garçons, café et restaurant ou encore magasin d’antiquités. Avant la guerre, on y recense trois activités principales : salle de répétition de musique, salle de réunions de la compagnie des sapeurs pompiers et salle de préparation militaire. Après la guerre, c’est le conseil municipal qui y siège, puis la Croix Rouge et diverses associations culturelles.
Autant d’occupations sans restauration d’ensemble, ni volonté de mettre en cohérence l’architecture pourtant unique, endommagèrent et affaiblirent l’édifice si bien qu’à la fin du XXe siècle, il était dans un état proche de l’abandon.
En 2000, le couvent est entièrement rénové pour devenir un lieu d'exposition nommé Les Dominicaines.
En 2002, un relais de l'artothèque de Caen est créé au sein de l'espace culturel des Dominicaines, avant de devenir une artothèque en fonds propres.

## Architecture
L'édifice est inscrit au titre des monuments historiques depuis le 9 février 1927.